# Tasnádi Nagy András
Tasnádi Nagy András (néhol Tasnády-Nagy) (Budapest, 1882. január 29. – Budapest, 1956. július 1.) magyar politikus, igazságügyi miniszter az Imrédy- és a második Teleki-kormányban, az 1945 előtti képviselőház utolsó elnöke. A református egyház főgondnoka. A háború után háborús bűnösként elítélték, börtönben halt meg.

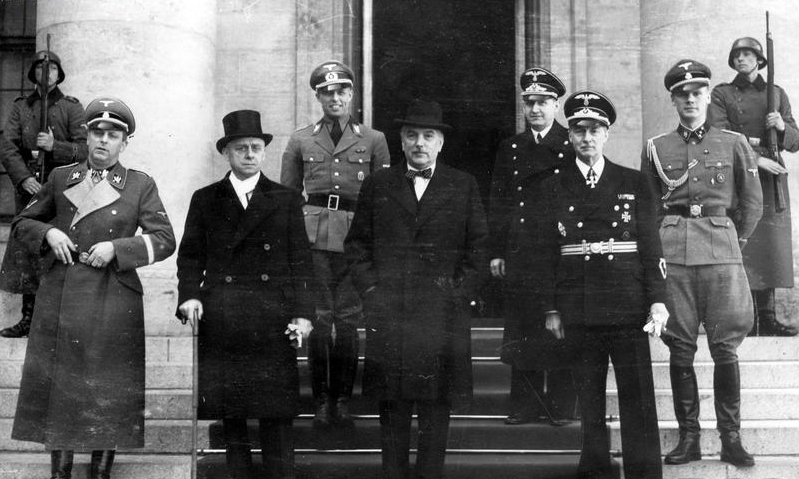
Tasnádi Nagy András Sztójay Döme berlini magyar nagykövet és SS tisztek társaságában

## Élete
A Budapesti Tudományegyetem Állam- és Jogtudományi Karán jog- és államtudományi doktorrá avatták. 1908-tól ügyvédként dolgozott. 1910 és 1925 között MÁV ügyésze, majd 1925–26-ban főügyésze volt. 1933-ban az Igazságügyi Minisztérium közigazgatási államtitkára lett. 1935-ben a Vallás- és Közoktatásügyi Minisztérium államtitkárává nevezték ki, az 1935-ös választásokon pedig Hajdúszoboszló országgyűlési képviselője lett a kormánypárt, a Nemzeti Egység Pártja színeiben. Az 1939-es választásokon megismételte eredményét és újabb mandátumot nyert a Magyar Élet Pártjává átnevezett kormánypárt színeiben. Az Imrédy- és a második Teleki-kormányban igazságügyi miniszter volt.
1939. november 1-je és 1945. március 29-e között a képviselőház elnöke volt az Országgyűlésben. A nyilas hatalomátvételt követően elnökségi tagja lett az általuk felállított Törvényhozók Nemzeti Szövetségének, ami miatt a második világháború után a népbíróság elé került mint „háborús bűnös”. Golyó általi halálra ítélték, amit kegyelemből életfogytiglani börtönre módosítottak. A fogságban halt meg. Szász Lajossal együtt a magyarországi református egyház főgondnokai voltak, együtt ítélték őket halálra, Szász kivégzéséig együtt raboskodtak.

## Művei
- Gróf Apponyi Albert emlékezete; Sylvester, Bp., 1933
- Az ezeréves magyar alkotmány; Egyetemi Ny., Bp., 1939 (Az Országos Nemzeti Klub kiadványai)
- Tasnádi Nagy András két beszéde. A zsidók közéleti és gazdasági térfoglalásának korlátozásáról szóló törvényjavaslat együttes bizottsági és képviselőházi tárgyalása során; Váci Fegyintézet Ny., Bp., 1939
- Három interpelláció... Az Országgyűlés képviselőházának 1938. évi december 14-én, szerdán tartott 353-ik ülésén elmondotta Hubay Kálmán. Az interpellációkra válaszoltak Keresztes-Fischer Ferenc, Imrédy Béla, Tasnádi-Nagy András; Magyar Nemzeti Szocialista Párt, Bp., 1939
- Tasnádi Nagy András beszéde az ellenforradalom húsz éves évfordulójának hajdúszoboszlói ünnepén; Váci Fegyintézet Ny., Bp., 1939
- Gömbös Gyula emlékezete; Athenaeum, Bp., 1942
- A magyar alkotmány szelleme; Sylvester Ny., Bp., 1943 (A Magyar-Német Társaság kiadványai)